# فری‌تاون کریستیانا
فری‌تاون کریستیانیا (به لاتین: Freetown Christiania) یک منطقهٔ مسکونی، کومون و یک ریزکشور در پایتخت کپنهاگ دانمارک است. این منطقه در سال ۱۹۷۱ با تصرف یک پایگاه نظامی متروکه شروع شد. خیابان پوشر این محله به دلیل بازار آزاد مواد مخدر و شاهدانه شهرت دارد.

## فرهنگ
کریستیانیا با حدود نیم میلیون بازدیدکننده سالانه، چهارمین جاذبه گردشگری بزرگ کپنهاگ است.
ساکنین کریستیانیا با نام‌های کریستیانیت، کریستیانشاونر شناخته می‌شوند یا به دلیل واقع شدن در جزیره آماگار با نام Amagerkaner نیز شناخته می‌شوند. آهنگ «ما را نمی‌توانید بکشید» (به دانمارکی: I kan ikke slå os ihjel) نوشته تام لوندن از گروه راک بیفراکِ قدرت گل در سال ۱۹۷۶، به عنوان سرود غیررسمی کریستیانیا شناخته شده‌است. پرچم کریستیانیا یک پرچم قرمز با سه دایره زرد است که هر یک از دایره‌ها نماینده نقطه‌هایی است که در هر حرف «i» در «کریستیانیا» وجود دارد.
در خود محدوده کریستیانیا، هیچ ماشین شخصی‌ای حق ورود ندارد. ساکنانی که دارای خودرو هستند، خودروهایشان را در خیابان‌های اطراف فری‌تاون پارک می‌کنند. پس از مذاکرات با مقامات شهری، کریستیانیا موافقت کرده‌ است که محل‌های پارک خصوصی برای خودروهای ساکنان خود در محدوده خود ایجاد کند. تا سال ۲۰۰۵ حدود ۱۴ جا پارک خودرو در محدوده تعیین شد.

## جغرافیا

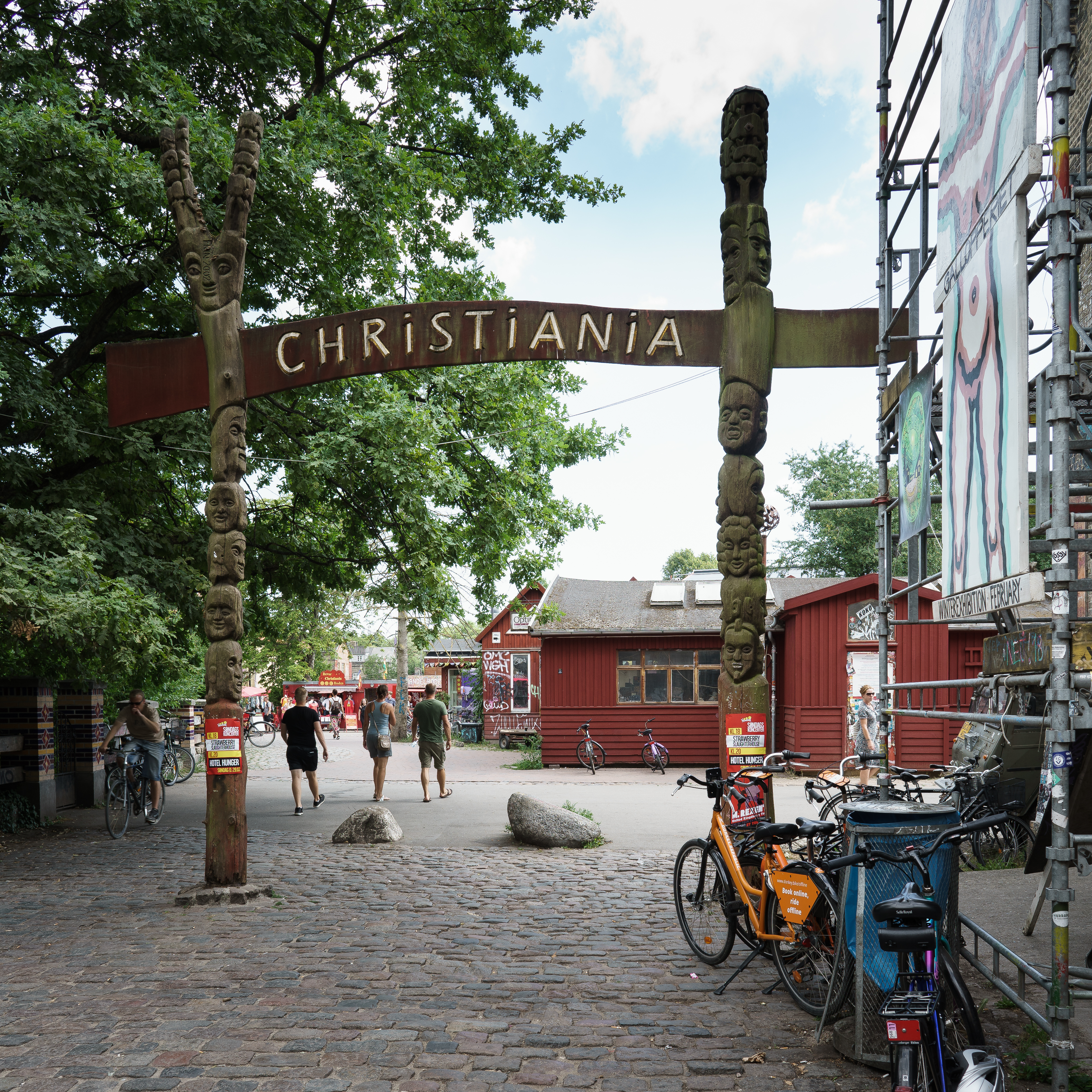
ورودی

کریستیانیا یک کمون است با حدود ۸۵۰ تا ۱۰۰۰ نفر ساکن، که بخشی از شهرداری کریستیان‌شاون در شهر پایتخت دانمارک، کپنهاگ، در جزیره آماگر و به مساحت ۷٫۷ هکتار (۱۹ جریب فرنگی) قرار دارد.
منطقه کریستینیا شامل پادگان نظامی سابق Bådsmandsstræde و بخش‌هایی از باروهای شهر است. باروها و ناحیه کریستینشان (که در آن زمان یک شهر جداگانه بود) در سال ۱۶۱۷ توسط پادشاه کریستین چهارم با بازپس‌گیری سواحل و جزایر کم ارتفاع بین کپنهاگ و آماگر تأسیس شد. پس از محاصره کپنهاگ در طول جنگ دوم شمالی، باروها در طی سال‌های ۱۶۸۲ تا ۱۶۹۲ تحت کریستین پنجم تقویت شدند تا یک حلقه دفاعی کامل را تشکیل دهند. باروهای غربی کپنهاگ در طول قرن نوزدهم تخریب شد، اما باروهای کریستین‌هاون اجازه یافتند که باقی بمانند. آنها امروزه جزو بهترین آثار دفاعی قرن هفدهم در جهان محسوب می‌شوند.
در سال ۲۰۰۷، آژانس میراث ملی دانمارک برخی از بناهای نظامی تاریخی که اکنون در کریستینیا قرار دارند و برخی کمی تغیر داده شده‌اند را در وضعیت حفاظت‌شده قرار داد. پس از مذاکرات تلخی که به‌طور موقت منجر به بسته شدن این منطقه برای عموم شد، در ژوئن ۲۰۱۱، ساکنین کریستیانیا موافقت کردند که به‌طور جمعی صندوقی برای خرید رسمی زمین تشکیل دهند. اعضای جامعه اولین پرداخت خود را در ژوئیه ۲۰۱۲ انجام دادند و به شکل رسمی مالک زمین خود شدند.

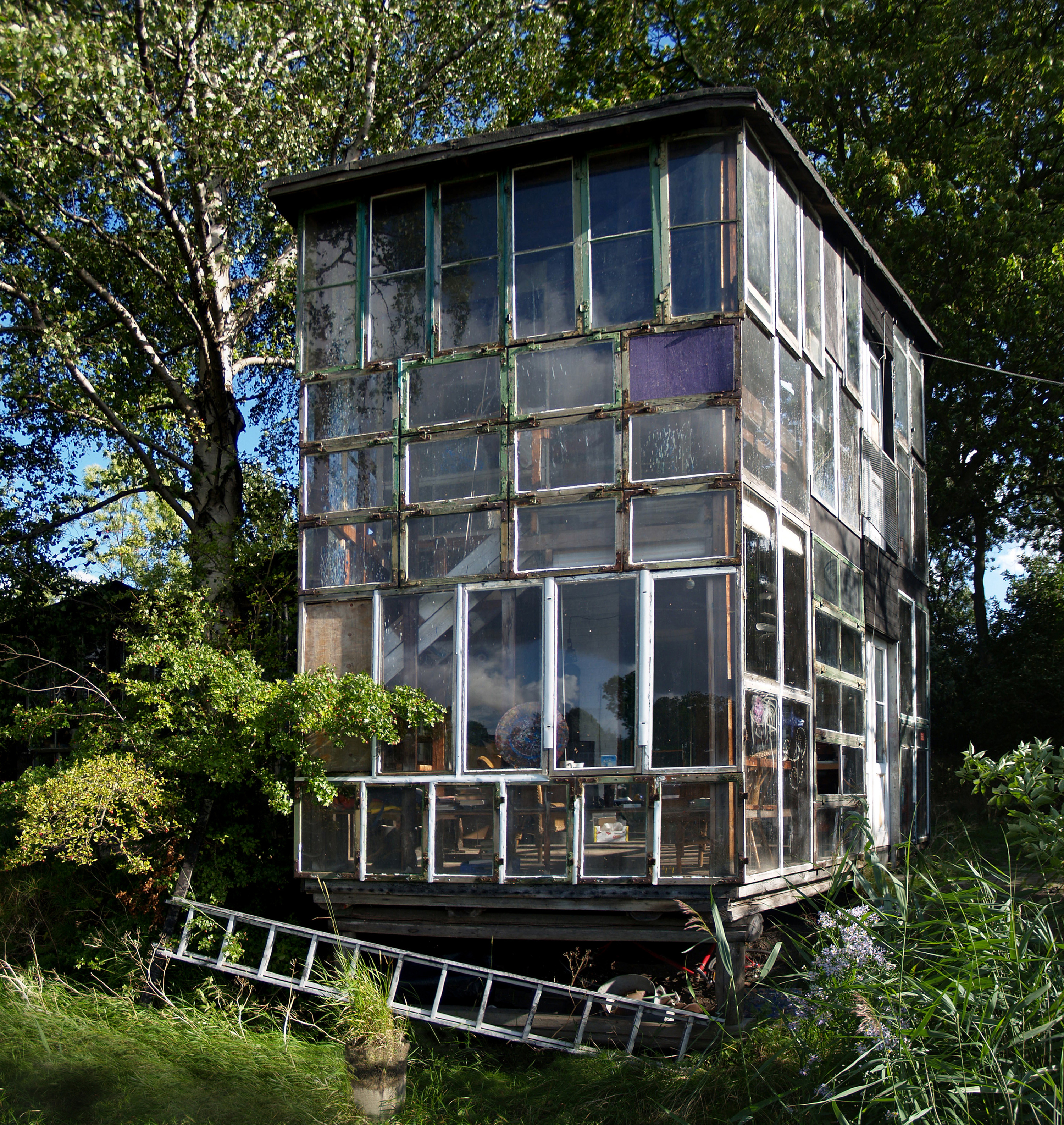
خانه شیشه‌ای در فری‌تاون کریستینیا، یک نمونه از بسیاری از ساخت‌وسازهای خاص در این محل که نمونه‌ای از «معماری بدون معمار» مدرن است.

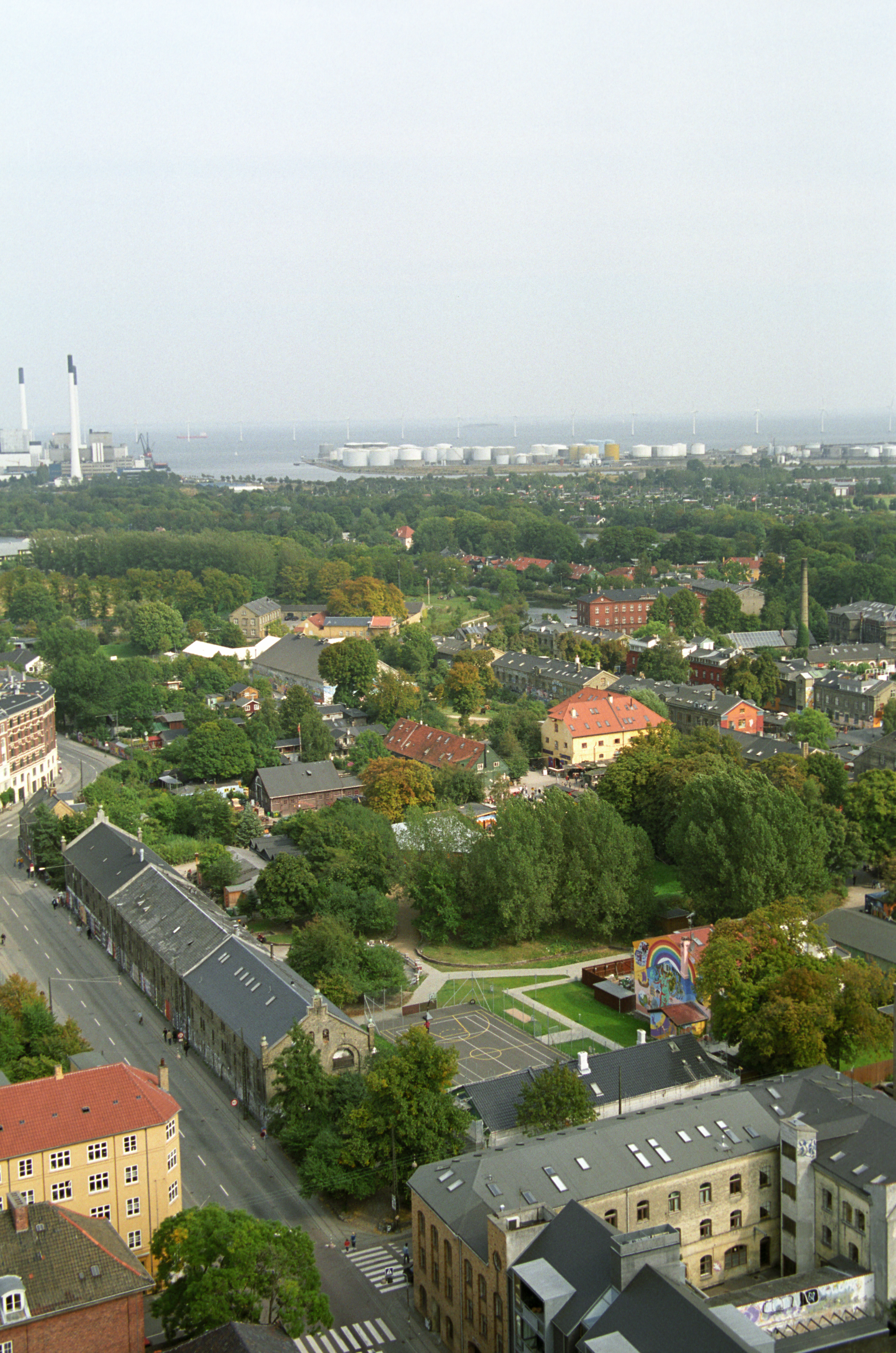

## تاریخچه

#### دهه ۱۹۷۰
در ۲۶ سپتامبر ۱۹۷۱، کریستینیا توسط یاکوب لودویگسن برای عموم باز اعلام شد. او یک تحریک‌کننده و روزنامه‌نگار معروف بود که مجله ای به نام مقاله اصلی (به دانمارکی: Hovedbladet) منتشر می‌کرد، که عمدتاً برای جوانان در نظر گرفته شده بود و با موفقیت بین آنها توزیع شد. در این مقاله، لودویگزن مقاله‌ای نوشت که در آن او و پنج نفر دیگر به بررسی چیزی پرداختند که او آن را «شهر ممنوعه نظامیان» نامید. او در زیر عنوان «غیرنظامیان، «شهر ممنوعه» ارتش را فتح کردند» نوشت و اعلام کرد که این منطقه آزاد اعلام شده است. اگرچه کریستینیا در ابتدا از چشمان مقامات مسئول دور مانده بود اما وزارت دفاع در ۱ آوریل ۱۹۷۶ یک پرونده حقوقی علیه کریستینیا مطرح کرد که توسط دادگاه عالی در ۲ فوریه ۱۹۷۸ تأیید شد و حکم داد که کریستیانیا باید فوراً تخلیه شود. با این حال، با وجود این حکم، اقدام فوری صورت نگرفت و در همان سال، پارلمان دانمارک، فلکتین، تصمیم گرفت که ابتدا یک برنامه توسعه تهیه شود.

#### دهه ۱۹۸۰
در طول دهه ۱۹۸۰، باندهای موتورسیکلت‌سوار در کریستینیا وارد جنگ شدند و به دنبال کنترل بازار مواد مخدر بودند. به‌طور خاص یک باند، «Bullshit gang»، موفق شد با زیرشاخه‌ای از فرشتگان جهنم مبارزه کند تا کنترل انحصاری بازار مواد مخدر را تا سال ۱۹۸۴ در دست بگیرد. در سال ۱۹۸۷، پس از اینکه پلیس جسد تکه‌تکه شده مردی را زیر تخته‌های کف یک مغازه موتور فروشی این گروه در داخل کریستینیا پیدا کرد، bullshitterها متلاشی شدند و پس از واکنش مشترک جامعه، پلیس و انتقام فرشتگان جهنمی، از منطقه پاکسازی شدند. از آن زمان به بعد، ورود باندهای موتور سوار به منطقه ممنوع شد.
در سال ۱۹۸۹ پارلمان دانمارک کریستینیا را قانونی کرد.

#### دهه ۲۰۰۰
در آوریل ۲۰۰۵، یک باند در حادثه‌ای که مربوط به تجارت حشیش در کریستینیا بود، مردی را در کریستینیا کشت و سه نفر دیگر را مجروح کرد.
در ۱۴ می ۲۰۰۷، کارگران آژانس دولتی حافظت از طبیعت دانمارک، با همراهی پلیس، وارد کریستینیا شدند تا بقایای ساختمان کوچک و متروکه «جعبه سیگار» (به دانمارکی: Cigarkassen) را تخریب کنند. ساکنین خشمگین و ترسیده از ترس اینکه پلیس قصد تخریب خانه‌های دیگر را دارد با آنها مقابله کردند. ساکنان راه‌ها را مسدود کردند، اما پلیس در نهایت به‌طور گروهی وارد فری تاون شد. ساکنان به سمت خودروهای پلیس سنگ و آتش پرتاب کردند و همچنین سنگرهایی در خیابان بیرون دروازه کریستینیا ساختند. پلیس از گاز اشک آور برای مقابله با ساکنان استفاده کرد و تعدادی دستگیر شدند. یکی از فعالان مخفیانه پشت سر فرمانده پلیس رفت و قبل از اینکه بلافاصله دستگیر شود، یک سطل ادرار و مدفوع روی او ریخت. این مقابله تا ساعات اولیه صبح ادامه داشت. در مجموع، بیش از ۵۰ فعال از کریستینیا و خارج از آن دستگیر شدند. دادستان‌ها بر این اساس که این افراد ممکن است در شورش‌های بیشتر در کپنهاگ شرکت کنند، خواستار زندانی شدن آنها شدند.
در ۲۴ آوریل ۲۰۰۹، با پرتاب یک نارنجک دستی به میان جمعیتی که در کافه نمولند نشسته بودند، یک مرد ۲۲ ساله بخشی از فکش را از دست داد. چهار نفر دیگر جراحات جزئی داشتند.

#### تیراندازی ۲۰۱۶ و پایان غرفه‌ها در خیابان پوشر
در ۳۱ اوت ۲۰۱۶، فردی که پلیس گمان می‌کرد درآمد حاصل از فروش حشیش را حمل می‌کند متوقف کرد و او به دو افسر پلیس و یک شهروند شلیک کرد. جراحات یکی از افسران که از ناحیه سر مورد اصابت گلوله قرار گرفته بود به شدت وخیم بود (او زنده ماند، اما نیاز به دوره طولانی توانبخشی داشت)، اما جراحات سایر قربانیان شدت کمتری داشت. پلیس کل محله را مسدود کرد و چند ساعت بعد عامل جنایت را در کاستروپ شناسایی کرد. در طی یک تیراندازی کوتاه با Politiets Aktionsstyrke (یک واحد پلیس مداخله ویژه) او به شدت مجروح شد و بعداً بر اثر جراحات وارده در بیمارستان جان باخت. عامل این جنایت، یک شهروند دانمارکی ۲۵ ساله با تبار بوسنیایی است (که در کودکی به همراه خانواده خود به دانمارک آمده بود)، به خشونت و مشارکت در فروش حشیش متهم شد. اگرچه او طرفدار افراط‌گرایی اسلامی نیز بود، اما به نظر این نقشی در اقدامات او نداشت. افسران پلیس به ندرت در هنگام برخورد با جنایتکاران دچار جراحات این چنین می‌شوند. در لحظه تیراندازی کریستیانیا، آخرین قتل یک افسر پلیس توسط یک جنایتکار در دانمارک در سال ۱۹۹۵ بود که باعث شد این حادثه به‌طور گسترده محکوم شود.
در یک جلسه جمعی از ساکنان کریستینیا، تصمیم گرفته شد که غرفه‌های خیابان پوشر (بزرگ‌ترین محل فروش حشیش در دانمارک) باید جمع شوند، که روز بعد، ۲ سپتامبر ۲۰۱۶ این اتفاق افتاد. ساکنان محلی همچنین از دوستداران محل خواستند تا با نخریدن حشیش در کریستینیا به آن‌ها کمک کنند. حدود دو ماه بعد، تخمین زده شد که فروش حشیش در کریستینیا حدود ۷۵ درصد کاهش یافته‌است.

## اقتصاد

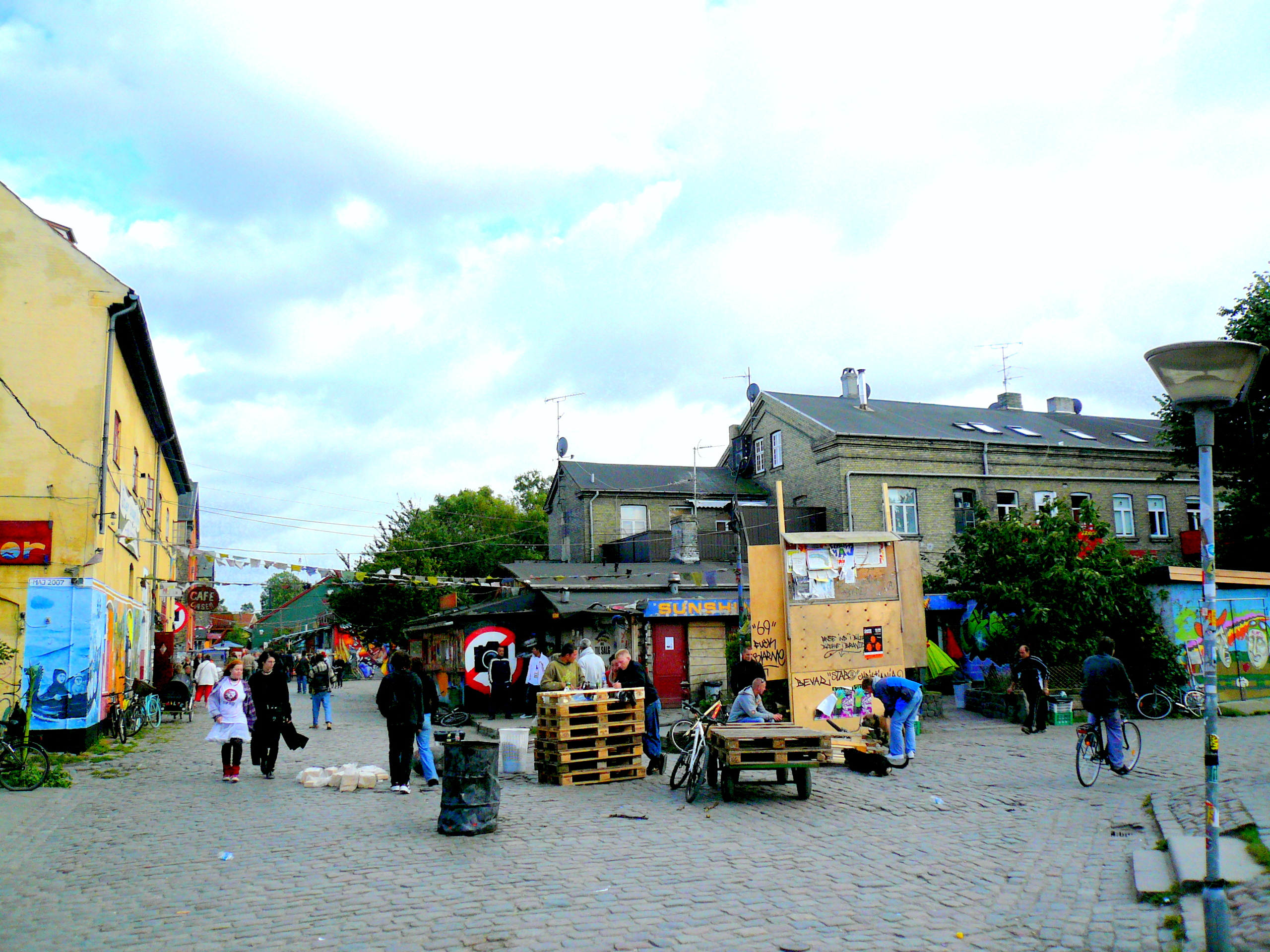
خیابان پوشر در سال ۲۰۰۷ پس از تخلیه غرفه‌های حشیش فروشی. تابلوی «عکاسی ممنوع» همچنان مشاهده می‌شود.

کریستینیا دارای تعدادی غرفه غذاهای خیابانی و همچنین دو کارخانه آبجوسازی کریستینیا بریگوس و کریستینیا بریگ است.

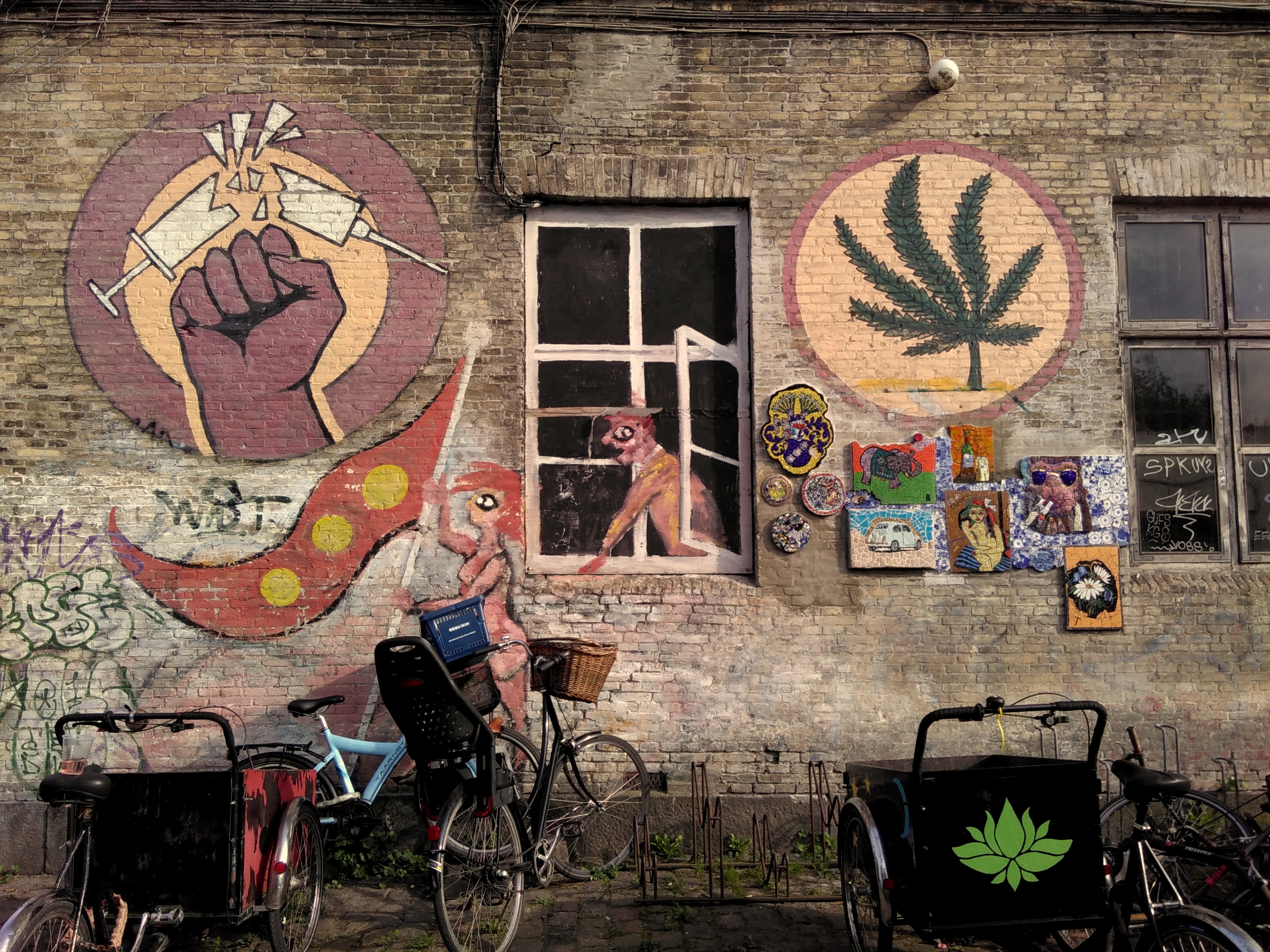
نقاشی‌های دیواری و تابلوهای موجود در کریستیانیا، مخالفت این جامعه با هروئین را بیان می‌کنند.

### خیابان پوشر
از زمان افتتاح، کریستینیا به دلیل تجارت آزاد شاهدانه و علف و حشیش در مرکز محله در خیابان پوشر مشهور بوده‌است، که البته شورای کریستیانیا آن را «منطقه چراغ سبز» نامیده‌است. اگرچه تجارت حشیش غیرقانونی است، اما مقامات سال‌ها تمایلی به توقف اجباری آن نداشتند. طرفداران آن فکر می‌کردند که تمرکز تجارت حشیش در یک مکان، پراکندگی و گسترش آن را در جامعه محدود می‌کند و می‌تواند از روی آوردن مصرف‌کنندگان به «مواد سخت‌تر» جلوگیری کند. برخی می‌خواستند حشیش و علف را به‌طور کلی قانونی کنند. مخالفان معتقد بودند که این ممنوعیت باید در کریستیانیا و در جاهای دیگر اجرا شود و نباید بین مواد مخدر «نرم» و «سخت» تفاوتی وجود داشته باشد. همچنین ادعا شده‌است که تجارت آزاد شاهدانه یکی از جاذبه‌های توریستی مهم کپنهاگ بوده‌است، در حالی که برخی می‌گویند که این امر باعث ترساندن سایر گردشگران بالقوه می‌شود. اگرچه پلیس تلاش کرده‌است تا تجارت مواد مخدر را متوقف کند، بازار حشیش به‌طور کلی در کریستینیا رونق دارد. زمانی که ساکنان محلی در سال ۲۰۱۶ غرفه‌های خیابان پوشر را حذف کردند، تخمین زده شد که فروش حشیش حدود ۷۵ درصد کاهش یافت.
در سال ۲۰۰۲، دولت شروع به حمله و مبارزه با تجارت حشیش کرد. در پاسخ، فروشندگان حشیش غرفه‌های خود را به عنوان پاسخی طنزآمیز با تورهای استتار نظامی پوشاندند. تجارت آزاد شاهدانه پس از حملات پلیس در سال ۲۰۰۴ به خیابان پوشر بازگشته بود، اما پس از تیراندازی در سال ۲۰۱۶، غرفه‌ها دوباره توسط ساکنان کریستینیا تخریب شد.

## توسعه بیشتر
در سپتامبر ۲۰۰۷، نمایندگان کریستینیا و شورای شهر کپنهاگ به توافق رسیدند که کنترل کریستینیا را در طی ده سال به منظور توسعه تجارت به شهر واگذار کنند. همچنین، در ماه مه ۲۰۰۹، دادگاه عالی شرق دانمارک یک قانون پارلمانی در سال ۲۰۰۴ را تأیید کرده که ادعای حقوقی ایالت برای کنترل این پایگاه سابق ارتش را تأیید کرد. این قانون در فوریه ۲۰۱۱ توسط دیوان عالی کشور تأیید شد. اکنون ایالت طبق قانون حق کامل تصرف منطقه کریستینیا را دارد. در ژوئن ۲۰۱۱، ایالت توافق‌نامه‌ای را با کریستینیا امضا کرد که در آن بیان شد که منطقه کریستینیا به یک بنیاد جدید به نام بنیاد فری تاون کریستیانیا منتقل خواهد شد.
مناقشه برانگیزترین بخش این روند، وادار کردن ساکنان مخالف طرح برای خرید قطعه زمینی است که بیش از ۴۰ سال در تصرف آنها بوده‌ است. در ژوئیه ۲۰۱۲، آنها اولین پرداخت را انجام دادند و کریستیانیان از ساکنان منطقه به مالکان قانونی آن تبدیل شدند. بنیادی که توسط ساکنان اداره می‌شود، برای جمع‌آوری سرمایه و درخواست وام بانکی ایجاد شد. کریستیانی‌ها توانستند حدود ۱۹ هکتار از زمین اولیه ۸۴ هکتاری را خریداری کنند.
ایوو موزلی در کتاب خود «به نام مردم» در ژانویه ۲۰۱۳ از کریستیانیا به عنوان یکی از معدود نمونه‌های جوامعی که بر اساس خطوط واقعاً دموکراتیک در جهان وجود دارند، نام برد. شش ماه بعد، قوانین حاکم بر کریستینیا تغییر کرد. در جولای ۲۰۱۳، پیشنهاد قانونی L 179 برای لغو قانون کریستینیا توسط همه احزاب در پارلمان دانمارک (به استثنای حزب مردم دانمارک) به تصویب رسید. طبق قانون از آن لحظه، همان قوانینی که در مورد بقیه دانمارک اعمال می‌شود، در مورد کریستینیا نیز اعمال می‌شود.

## در فرهنگ عامه
لوکاس فورشهمر، بومی کریستینیا، از گروه پاپ دانمارکی لوکاس گراهام، آهنگ سال ۲۰۱۶ «ماما سعید» را دربارهٔ تجربه خود از رشد در این جامعه نوشت.
مستند «کریستیانیا: چهل سال تصرف» منتشر شده در در اواسط دهه ۲۰۱۰، در مورد تاریخچه جامعه است.
فری تاون کریستیانیا نقش برجسته‌ای در فیلمنامه قسمت سوم اسپین‌آف Trailer Park Boys «خارج از پارک: اروپا» در سال ۲۰۱۶ داشت.
اپیزود ۵ از درام نتفلیکس ۲۰۲۲ کلارک، کلارک اولوفسون را به تصویر می‌کشد که با اعضای جناح ارتش سرخ پس از فرار از حبس در سوئد در کریستینیا مخفی شده‌اند و یک نقشه سرقت از بانک طراحی می‌کنند.